# Counter-Strike Neo
Counter-Strike Neo é uma adaptação japonesa para arcade do jogo eletrônico Counter-Strike, o mod multiplayer original de Half-Life. O jogo foi distribuido pela Namco e roda em uma sistema Linux.
Na jogabilidade, mudanças significantes feitas nesta versão incluem eles terem escolhido se afastar do cenário Terroristas vs. Contra-terroristas e incorporado sistemas de matchmaking e de classificação de jogadores derivada do Rating ELO, para ajudar a manter uma partida balanceada entre jogadores e times.
O site oficial do jogo disponibilizou o romance White Memories, que consiste de vídeos em Flash feitos pela Romancework, com um enredo de continuação e até algumas porções de jogabilidade que vagamente se assemelham a Counter-Strike em si.